# Galeriegrab von Lann-et-Vein
Das neolithische Galeriegrab von Lann-et-Vein (französisch Allée couverte de Lann-et-Vein – auch Lann-er-Veinn, Lann-er-Beinn, oder Lann-et-Vein genannt)  ist eine Allée couverte in Camors im Département Morbihan in der Bretagne in Frankreich. Sie befindet sich nördlich von Auray, unweit der D768 in einem Rundhügel an der Ecke der Rue de l‘Allée-Couverte und Rue Sabotiers, im Dorf Lann-er-Vein.

## Beschreibung
Die etwa 10,5 m lange, südostorientierte Galerie ist etwa 1,8 m breit und besteht aus dem Granit der „Landes de Lanvaux“ im Hinterland der Bretagne. Sie befindet sich in einem schlechten Zustand. Ihre Platten sind umgefallen oder verkippt. Der Cairn ist jedoch noch gut erkennbar. Zwei Platten wurden in der Nähe des Dolmens gegen eine Böschung gelehnt. Sie gehören wahrscheinlich zur Anlage.
Die Galerie wurde 1972 als Monument historique registriert.